# Шамбон, Жан-Батист-Алексис
Жан-Батист-Алексис Шамбон (фр. Jean-Baptiste-Alexis Chambon MEP, 13 марта 1875, Воллор-Виль, Франция — 8 сентября 1948, Иокогама, Япония) — католический прелат, архиепископ Токио с 16 марта 1927 по 9 ноября 1937, первый ординарий епархии Иокогамы с 9 ноября 1937 по 12 ноября 1940, член миссионерской организации «Парижское общество заграничных миссий».

## Биография
23 сентября 1899 года Жан-Батист-Алексис Шамбон был рукоположён в священника в миссионерской организации «Парижское общество заграничных миссий». 
16 марта 1927 года Римский папа Пий XII назначил Жана-Батиста-Алексиса Шамбона архиепископом Токио. 4 мая 1927 года состоялось рукоположение Жана-Батиста-Алексиса Шамбона в епископа, которое совершил титулярный архиепископ Марцианополиса Жан-Батист-Мари Бюде-де-Гебрио в сослужении с епископом Клермона Франциском-Жаном-Этьенном Марна и титулярным епископом Гермонополиса Парвийского Мари-Жозе Куасом.
9 ноября 1937 года Жан-Батист-Алексис Шамбон был назначен епископом Иокогамы с персональным титулом архиепископа.
12 ноября 1940 года Жан-Батист-Алексис Шамбон подал в отставку и был назначен титулярным епископом Амориума.